# Augusto Martínez Olmedilla
Augusto Martínez Olmedilla (1880, Madrid – 26. září 1965 Madrid) byl španělský spisovatel a novinář.

## Biografie
Byl doktorem práv. Působil jako novinář v časopisech Blanco y Negro, La Esfera, Nuevo Mundo a novinách El Globo, El Liberal, El Imparcial, Heraldo de Madrid atd. Jako autor byl plodný – napsal například více než třicet dlouhých románů, sedmdesát novel a více než tisíc článků. Jako dramatik přispěl k revitalizaci loutkového divadla. Jako esejista napsal Los teatros de Madrid. Anecdotario de la farándula madrileña, které byly zveřejněny v roce 1948 a získaly cenu městské rady Madridu.

## Dílo
Studie
- Los teatros de Madrid. Anecdotario de la farándula madrileña, 1947
- Salvador Rueda: su significación, su vida y sus obras, 1908
- El maestro Barbieri y su tiempo, 1941
- Mujeres del Romanticismo español: anecdotario, 1948
- José Echegaray (el madriñelo tres veces famoso): su vida, su obra, su ambiente, 1949

Divadlo
- Teatro de marionetas 1920
- El espejismo de la gloria, 1922
- ¡París!, 1922
- Castillos en el aire, 1923
- El "as" de los inquilinos: farsa de pícaros, 1924
- La mano de Alicia, 1926
- La culpa es de ellos, 1931
- El despertar de Fausto, 1932
- Juan Simón, "El enterraor", 1932
- Mi vida es mía, 1936

Romány
- Memorias de un afrancesado, 1908
- El tormento de Sísifo, 1908
- La caída de la mujer, 1908
- En coche de plata, 1909
- El templo de Talía, 1910
- El camino derecho, 1910
- La atracción del abismo, 1911
- Donde hubo fuego, 1911
- Los hijos, 1912
- El derecho a ser feliz, 1912
- La ley de Malthus, 1913
- Cría cuervos, 1913
- Siempreviva, 1913
- Las perversas, 1917
- El elegido, 1917
- Desilusión, 1918
- Resurgimiento, 1919
- En sus propias redes, 1919
- Las conquistas de Alejandro, 1920
- La cogida grande del "Tripita Chico", 1920
- La garra del león, 1921
- Expiación, 1922
- Cómplices, 1923
- El desquite, 1923
- Las brujas de Macbeth, 1925
- Una falena: novela inédita, 1925
- Guardia de honor, 1931
- De Dios o del diablo, Madrid: Afrodisio Aguado, 1943
- El final de "Tosca" (La novela de una gran cantante), 1950
- Yo defiendo lo mío, 1952

Biografie
- Vida anecdótica de Napoleón, Madrid: Aguilar, 1955
- Vida anecdótica de la emperatriz Eugenia, Madrid: Aguilar. 1964
- Don José de Salamanca
- Cómo murió Napoleón
- La emperatriz Eugenia